# 2102 Tantalus
2102 Tantalus هو كويكب، يقع ضمن كويكبات أبولو.، ويقع ضمن حزام الكويكبات. اكتشف في 27 ديسمبر 1975. وقد اكتشفه تشارلز كوال.

## روابط خارجية
- 2102 Tantalus في قاعدة بيانات مختبر الدفع النفاث لأجرام النظام الشمسي الصغيرة

- الاكتشاف · مخطط المدار ·  العناصر المدارية · المعلمات المادية

- 2102 Tantalus على موقع ويكي سكاي: DSS2, SDSS, GALEX, IRAS, Hydrogen α, X-Ray, Astrophoto, Sky Map, Articles and images